# Inge Toifl
Inge Toifl (* 12. Juli 1934 in Österreich) ist eine österreichische Schauspielerin bei Bühne und Film.

## Leben und Wirken
Inge Toifl war ab Mitte der 1950er Jahre in Wien als Tänzerin aufgetreten, ehe sie als Ansagerin zum ORF wechselte. Zeitgleich (1963) trat sie als Schauspielerin in Kino- und Fernsehfilmen auf. Dabei handelte es sich zumeist um nicht sehr große Rollen; in den Jahren 1979 bis 1986 wirkte Inge Toifl an der Seite von Fritz Eckhardt und Kurt Jaggberg in vier ORF-Folgen der Krimireihe Tatort mit. Erst sehr spät fand Inge Toifl auch den Weg zum Theater, so ist sie beispielsweise in den 1980er Jahren als Ensemblemitglied mehrerer Wiener Sekundärbühnen (Löwinger-Bühne, Ateliertheater am Naschmarkt) nachzuweisen.

## Filmografie
- 1963: Schwejks Flegeljahre
- 1966: Alle Trümpfe in der Hand
- 1968: Schamlos
- 1969: St. Pauli in St. Peter
- 1969: Komm nach Wien, ich zeig dir was!
- 1970: Der Ehestreik
- 1970: Die späte Heirat
- 1975: Alles, nur keine Schwestern
- 1976: Die Wölfin vom Teufelsmoor
- 1977: Ein echter Wiener geht nicht unter (TV-Serie, Folge: Der Hausabbruch)
- 1979: Tatort: Mord im Grand-Hotel
- 1980: Joseph Roth – Ein Leben in Legenden
- 1981: Ein wenig sterben
- 1981: Der richtige Mann
- 1982: Kottan ermittelt (eine Folge)
- 1982: Tatort: Mordkommando
- 1984: Rudi macht’s richtig
- 1985: Tatort: Des Glückes Rohstoff
- 1986: Tatort: Das Archiv
- 2005: Krampl
- 2008: Trautmann: Die Hanno-Herz-Story